# قوصرة (عمارة)
القوصرة أو المسنم (بالإنكليزية: Pediment) سقف محدب على هيئة سنام الجمل وقد أسماه الإغريق لأنه يشبه جناحي النسر حين يبسطها في طيرانه. و في العمارة المعاصرة هو المنطقة العلوية للواجهة المغطاة بسقف مزدوج الميلان أو هو تتويج للباب أو النافذة أو ما شابه ذلك.